# Euthlastoblatta moralesi
Euthlastoblatta moralesi är en kackerlacksart som beskrevs av Karlis Princis 1965. Euthlastoblatta moralesi ingår i släktet Euthlastoblatta och familjen småkackerlackor. Inga underarter finns listade i Catalogue of Life.